# Crotalaria laxiflora
Crotalaria laxiflora är en ärtväxtart som beskrevs av John Gilbert Baker. Crotalaria laxiflora ingår i släktet sunnhampor, och familjen ärtväxter. Inga underarter finns listade i Catalogue of Life.